# Enarete
Enarete (in greco antico: Ἐναρέτη?, Enarètē o Αἰναρέτη, Ainarètē) è un personaggio della mitologia greca ed è ritenuta la progenitrice del popolo degli Eoli.

## Genealogia
Figlia di Deimaco re di Tricca, sposò Eolo che la rese madre di Creteo, Sisifo,  Atamante, Salmoneo, Deioneo, Magnete, Periere e delle figlie Canace, Alcione, Pisidice, Calice e Perimede..

## Mitologia
Enarete ebbe da Eolo sette maschi e cinque femmine che in genere sono definiti gli Eoliani ed è riconosciuta anche come la progenitrice del popolo degli Eoli.